# Réservoir High Island
Le réservoir High Island (en chinois : 萬宜水庫) est un réservoir d'eau situé à Hong Kong dans le sud-est de la péninsule de Sai Kung. Il a ouvert en 1978. Il contient 273 millions de m³.
La zone qu'il occupe était à l'origine le Kwun Mun Channel (官門海峽), qui séparait High Island de la péninsule de Sai Kung.

## Histoire
Son histoire commence en résultant de la coupure de l'eau par la Chine continentale durant les émeutes de 1967 à Hong Kong, à laquelle le gouvernement répond avec la création du réservoir High Island. Il est prévu qu'il ait la même taille que Plover Cove (en). Sa construction, confiée à une entreprise italienne, coûte plus de 400 millions de HK$.